# Tatanka (wrestler)
Christopher Chavis, detto Chris (Pembroke, 8 giugno 1961), è un ex wrestler statunitense.
È sotto contratto con la WWE con il ring name Tatanka.
Il suo ring name in lingua Lakota significa letteralmente "bisonte". Chavis è un discendente della tribù indiana dei Lumbee.

## Bodybuilding e carriera nel football americano
Chavis iniziò la sua carriera come culturista, partecipando a numerose gare e piazzandosi al secondo posto nel concorso "Mr. Virginia Beach".
Nel 1987 sostenne parecchi provini per squadre della National Football League, come i Miami Dolphins, i Detroit Lions, gli Washington Redskins, e i Los Angeles Raiders. Inizialmente decise di firmare per i Dolphins, ma presto abbandonò l'attività di giocatore di football per dedicarsi al wrestling.

## Carriera nel wrestling
Nel 1989, Chavis incontrò in Florida il veterano "Nature Boy" Buddy Rogers all'interno di una videoteca dove Chavis stava cercando delle videocassette di wrestling. Rogers consigliò a Chavis di telefonare a Larry Sharpe, che dirigeva una scuola di wrestling nel New Jersey chiamata "The Monster Factory". Chavis ebbe il suo primo match, come Tatanka, contro Joe Thunderstorm a Filadelfia, in Pennsylvania, il 13 gennaio 1990.
Successivamente Rogers presentò Chavis a George Scott, ex-booker per la World Wrestling Federation durante gli anni ottanta. Scott stava aprendo la sua propria federazione chiamata North American Wrestling Association, in seguito conosciuta come South Atlantic Pro Wrestling. Chavis vi lottò con il nome "The War Eagle" Chris Chavis e si classificò terzo nella classifica dei migliori esordienti del 1990 stilata dalla prestigiosa rivista Pro Wrestling Illustrated. Sempre nel 1990, Chavis diventò South Atlantic Heavyweight Champion sconfiggendo Ken Shamrock. Non molto tempo dopo, firmò per la WWF.

### World Wrestling Federation (1991-1996)
Chavis debuttò in WWF nel 1991 combattendo da face con il suo vero nome, quasi subito però iniziò ad utilizzare il ring name "Tatanka" e la relativa gimmick dell'indiano nativo americano. Dopo una serie di incontri disputati contro wrestler locali,  Tatanka batté Rick Martel a WrestleMania VIII, e Berzerker a Summerslam in un match mai mandato in onda.Affrontò di nuovo Martel a Survivor Series e lo vinse di nuovo. Alla Royal Rumble venne eliminato da Yokozuna, vincitore della contesa. La sua striscia di vittorie continuò con il campione intercontinentale Shawn Michaels, che superò in un incontro, seppur non titolato. La federazione ordinò di ripetere il match, stavolta con la cintura in palio, ma HBK riuscì a scappare nel mezzo del match, riuscendo a mantenere il titolo. Seguì una faida ben più accesa contro Bam Bam Bigelow. Tutto ebbe inizio quando Senational Sherry, interruppe la manageressa di Bigelow, Luna Vachon, durante un'intervista. Bam Bam posò le mani su Sherri e Tatanka intervenne a salvarla. Tempo dopo Bam Bam lo aggredì, impedendogli di esibirsi contro un lottatore locale, e tagliandogli pure delle ciocche di capelli. Il match indetto a SummerSlam avrebbe in origine dovuto essere un incontro di coppia misto tra la squadra di Tatanka e Sherri Martel contro quella di Bam Bam Bigelow e Luna Vachon. Sherri però lasciò la WWF nel luglio 1993, costringendo la WWF a modificare il match. Come risultato, Tatanka fece coppia con i The Smoking Gunns e Bigelow con gli Headshrinkers. La vittoria andò ai face con il nativo americano che schienò Fatu degli Headshrinkers.  Per circa un anno e mezzo Tatanka rimase dunque imbattuto inanellando un'impressionante serie di vittorie. Il 13 settembre 1993 riuscì a conquistare l'USWA Unified World Heavyweight Championship sconfiggendo Jerry Lawler durante il periodo di collaborazione tra le due federazioni, ma perse nuovamente il titolo poco tempo dopo. La sua imbattibilità terminò in un match contro Ludvig Borga (Borga colpì Tatanka nella schiena con una sedia mentre Mr. Fuji distraeva l'arbitro). Dopo il match, Tatanka venne assalito dal campione del mondo WWF in carica Yokozuna e rimase fuori combattimento per circa i tre mesi successivi. Quando ritornò, disputò un incontro per il titolo WWF contro Yokozuna, ma perse senza appello.  Chavis non avrà più occasioni di vedersela con Borga sul ring, dato che alle Survivor Series fu sostituito da Undertaker, in un match a squadre dove era inizialmente affiancato da Lex Luger e gli Steiner Brothers, contro Yokozuna, campione WWF, Ludwig Borga, Crush e Jacques Rougeau. Tornò per la Royal Rumble ma il wrestler finlandese si infortunò e fu sostituito da Bam Bam Bigelow. Lo sconfisse, ma alla Rumble fu eliminato proprio da quest'ultimo. Dopo un breve feud con Irwin R. Schyster, sconfisse Crush in un lumberjack match di partecipazione alle fasi finali di King of the Ring. Determinante per la qualificazione fu Lex Luger, che gli stese l'avversario con un bionic elbow. Ma ai quarti di finale perse contro Owen Hart, vincitore del torneo. Durante l'estate accusò Lex Luger di essersi venduto a Ted Dibiase, e di esser entrato a far parte della sua stable da poco formatasi, la Milion Dollar Corporation. A Summerslam avvenne la resa dei conti tra i due, ed il nativo americano vinse l'incontro proprio grazie all' intervento del milionario, che distrasse Luger consentendo a Tatanka il roll-up per la vittoria finale. Continuò a inveire ancora contro l'avversario, addormentandolo pure nella Milion Dollar Dream, la mossa finale di Dibiase quando lottava sul ring. Tatanka diventò un cosiddetto "cattivo" entrando nella stable "Million Dollar Corporation" di Ted DiBiase, ma la carriera di Chavis in WWF calò e il suo personaggio non era più supportato come prima dai vertici della federazione. Continuò la faida contro Lex Luger, venendo schienato sia a Surivovr Series, in un incontro 5vs.5 dove fu la Corporation a vincere, sia in uno steel cage match dove Lex vinse via bionic-elbow. Venne affiancato da Bam Bam Bigelow per vincere il torneo a coppie con i titoli vacanti lasciati da Diesel e Shawn Michaaels. Arrivò in finale dopo aver battuto con Bam Bam, Men On A Mission ed Headshrinkers, ma alla Royal Rumble perse la finale contro Bob Holly e 1-2-3 Kid(sostituivano gli Smoking Gunns) a causa della prova imbarazzante del suo compagno di coppia. Chavis e Dibiase, per il disdegno, lasciarono Bigelow in balia degli avversari. A WrestleMania XI fu uno dei lottatori che sostenevano Bigelow nel main event contro Lawrence Taylor. Perse poi contro Bigelow, fuoriuscito nel frattempo dalla stable di Dibiase ad In Your House 1 in un dark match. Ad In Your House 2 fecce coppia con Sycho Syd contro il campione WWF Diesel e ancora Bam Bam Bigelow. Perse proprio grazie ad uno schienamento di Diesel su di lui, via jacknife.Le ultime sue apparizioni furono agli inizi del 1996 perse il match di qualificazione agli ottavi contro Jake The Snake Roberts, poi gli ultimi due incontri contro Undertaker e Bret Hart, prima di lasciare la WWF nella primavera di quell'anno, ufficialmente per motivi familiari e spirituali. La maggiore federazione rivale della WWF all'epoca, la World Championship Wrestling (WCW) gli offrì un vantaggioso contratto d'ingaggio, ma Chavis declinò l'offerta. Continuò ad apparire in compagnie minori facenti parte del circuito indipendente, cosa che gli consentì di continuare a combattere mantenendo però un profilo più basso.

### Circuito indipendente (1997)

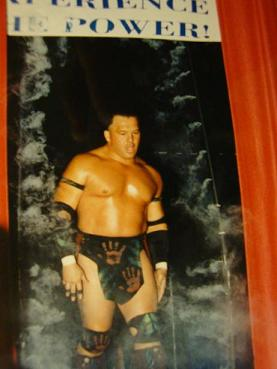
Tatanka in UCW a fine anni novanta

Nel 1997, Chavis lottò nella federazione indipendente con sede a New York Ultimate Championship Wrestling (UCW), dove si scontrò con Bruce Hart, Falcon Coperis, King Kong Bundy, Jim "The Anvil" Neidhart e Marty Jannetty. Dopo un debutto da face passò ad interpretare un ruolo heel quando tradì Falcon Coperis e Tommy Cairo per allearsi con Neidhart, Bruce Hart, e Marty Jannetty. Chavis conquistò il titolo UCW Heavyweight Championship title e lo difese contro Falcon Coperis prima che l'organizzazione abolisse la divisione wrestling nel 1998.

### Ritorno in WWE (2005-2007)

#### Varie faide (2005-2007)
Il 1º agosto 2005 Chavis fece il suo ritorno a Raw nuovamente come personaggio face, affrontò Eugene ma perse il match. Dopo di che restò fermo per parecchi mesi fino a quando passò a Smackdown. Partecipò alla Royal Rumble del 2006, dove venne eliminato da Joey Mercury e Johnny Nitro senza troppo impressionare. Debutta a Smackdown combattendo a Velocity, sconfiggendo un wrestler di nome Scotty Matthews. Il 24 febbraio a Smackdown in coppia con Matt Hardy, cerca di conquistare i titoli di coppia ma vengono sconfitti dagli MNM. Il 3 marzo sempre a Smackdown batte Booker T. Mentre L'11 a Velocity batte Frankie Ciasto, e il 18 vince contro Vito. il 24 marzo partecipa ad una battle Royal per qualificarsi al Money in the Bank, ma viene eliminato. Nella puntata di Smackdown del 31 marzo in coppia con Matt Hardy e Bobby Lashley, sconfiggono Gli MNM & Finlay. Ritorna sul ring il 26 maggio a Smackdown, intraprendendo un Feud con Simon Dean, sconfiggendolo nel loro primo match. a Velocity sconfigge John Williams. Mentre il 10 giugno batte Seth James. Il feud con Dean continua il 23 giugno a Smackdown, Tuttavia il Match finisce in No-contest. Ma il Feud viene vinto da Tatanka, il luglio a Smackdown perde contro The Great Khali. Nella puntata di Smackdown del 28 luglio inizia un nuovo feud con Sylvan, ma il primo match viene vinto da quest'ultimo. La settimana seguente tuttavia riesce a batterlo e il feud finirà in parità. A Smackdown dell'11 agosto perde contro Gregory Helms, mentre il 18 perde contro Mr. Kennedy. La settimana seguente perde contro Sylvester Terkay e il 1º settembre perderà contro The Miz. Continua a perdere nella puntata di Smackdown dell'8 settembre, questa volta contro Chavo Guerrero. Il 22 viene sconfitto dal suo vecchio rivale, Sylvan. Perde anche il 29 settembre nuovamente contro The Miz. Il 6 ottobre perde contro Elijah Burke. Nella puntata del 27 ottobre di Smackdown perde con Bobby Lashley contro William Regal & Dave Taylor. Dopo quel Match Tatanka diventa Heel e il 17 novembre affronta Chris Benoit, venendo sconfitto. Il 5 gennaio 2007 a Smackdown, affronta Jimmy Wang Yang in un Beat the Clock Challenge per il numero 1 Contender al World Heavyweight Title, ma non riesce a sconfiggere l'avvessario prima che scada il tempo stabilito. Ma la settimana successiva sempre a Smackdown, Tatanka interrompe la sua lunga Losing Streak battendo proprio Jimmy Wang Yang. Questo è stato l'ultimo match in WWE, perché ha richiesto la risoluzione anticipata del suo contratto e ha lasciato la WWE nel gennaio 2007.

### Circuito indipendente e Total Nonstop Action Wrestling (2008–2009)
Nel 2008 Tatanka fece un tour in Irlanda e Francia nell'American Wrestling Rampage Tour. Lottò anche nella All Star Promotions in Gran Bretagna. Tra l'agosto e l'ottobre 2008 militò nella All Star & American Wrestling. Apparve anche nella Total Nonstop Action Wrestling sconfiggendo Jay Lethal.
Fece un'apparizione una tantum in WWE nel backstage di Old School Raw il 15 novembre 2010 insieme a Ron Simmons, Dusty Rhodes, IRS, e The "Million Dollar Man" Ted DiBiase.

### Circuito indipendente (2011–presente)
Tatanka lottò nella Danish Pro Wrestling (DPW) perdendo contro Chaos dopo essere stato colpito da un DDT. Ricevette comunque una standing ovation dopo il match.
Frequentò anche molto la Scozia combattendo nella Scottish Wrestling Entertainment.
L'8 agosto 2012, la federazione Chikara annunciò che Tatanka avrebbe debuttato nel corso del prossimo ppv 2012 King of Trios, dove avrebbe combattuto insieme a 1-2-3 Kid e Aldo Montoya come "Team WWF". Il Team WWF venne sconfitto dall'Extreme Trio (Jerry Lynn, Tommy Dreamer & Too Cold Scorpio). Il giorno seguente, Tatanka sconfisse Sugar Dunkerton in un match singolo.
Lottò poi in Germania, nel giugno 2013 per la ACW (Athletik Club Wrestling) e la GHW (German Hurricane Wrestling).
Il 1º marzo 2014 Tatanka ha vinto il titolo MFW Tag Team Championship in coppia con Primal Warpath.
Il 2 maggio 2014, vinse il DPW Tag Team Championship insieme a Rick "The Prick" Dominick.

### Apparizioni sporadiche in WWE (2015-presente)
Il 3 novembre 2015 viene annunciato il suo ritorno in WWE, avendo firmato un contratto da leggenda.
Tatanka ha fatto un'apparizione a sorpresa all'annuale André the Giant Memorial Battle Royal svoltasi il 3 aprile 2016 a WrestleMania 32 ma è stato eliminato da Baron Corbin.
Il 4 gennaio 2021 Tatanka fece un'apparizione in occasione dell'episodio speciale di Raw chiamato "Raw Legends Night".

## Personaggio

### Mosse finali
- End of the Trail / Renegade Drop (Samoan Drop)
- Wakinyan (Swinging side slam) – 2006–presente
- Tomahawk Chop (Diving Overhead Chop)

### Manager
- Sensational Sherri
- Chief Jay Strongbow
- Ted DiBiase

## Titoli e riconoscimenti
American Wrestling Federation
- AWF United States Championship (1)

Covey Pro
- Covey Pro Heavyweight Championship (1)

i-Generation Superstars of Wrestling
- i-Generation Australasian Heavyweight Championship (2)

Israeli Pro Wrestling Association
- IPWA Heavyweight Championship (1)

North American Wrestling Association
- NAWA Heavyweight Championship (1)

South Atlantic Pro Wrestling
- SAPW Heavyweight Championship (1)

Stampede Wrestling
- Stampede North American Heavyweight Championship (1)

United States Wrestling Association
- USWA Unified World Heavyweight Championship (1)

Pro Wrestling Illustrated
- 279º delle 500 top star dei PWI Years in 2003

International Wrestling Superstars
- Wrestler of the Year in 2003

Altri titoli
- ASW Tag Team Championship (1 - con Joe Gomez)
- CWA Heavyweight Championship (1)
- IWA World Heavyweight Championship (1)
- TRCW Heavyweight Championship (1)
- UCW Heavyweight Championship (1)
- DWA Heavyweight Championship (1)

## Apparizioni cinematografiche
Tatanka appare brevemente nel film Natural Born Killers, nella scena dove il personaggio interpretato da Rodney Dangerfield sta guardando un incontro di wrestling in televisione.